# Murra
Murra é um município da Nicarágua, situado no departamento de Nueva Segovia. Tem 429 km² de área e sua população em 2020 foi estimada em 18.732 habitantes.